# Grande mosquée de Bastam
La Grande mosquée de Bastam est une mosquée du vendredi de la dynastie mongole de Ilkhanat de Perse, située à  Bastam en Iran. L’édifice est directement adjacent à la tour funéraire de Bayazid.

## Voir également
- Liste de mosquées d'Iran
- Art de l'Iran mongol

## Référence
- (en) D. Wilber, The Architecture of Islamic Iran- The Il khanid Period, Princeton University Press, 1955, p. 127-128.